# Nadír

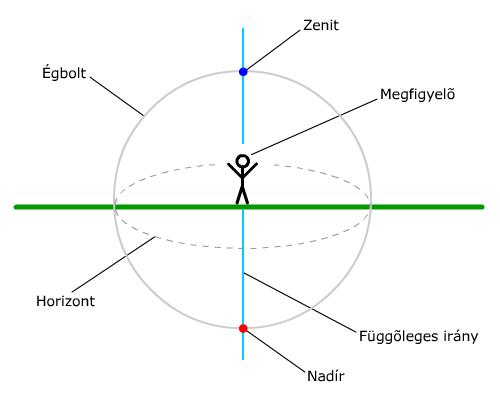
A zenit és nadír ábrázolása a megfigyelőhöz képest

A nadír (nemzetközi szó, az arab nazír (megfelelő, átellenes) nyomán, a spanyol nadir közvetítésével) csillagászati szakkifejezés, jelentései:
1. A zenittel átellenes pont az éggömbön,
2. Egy műhold talppontja a Föld felszínén, ami fölött éppen elhalad.